# Alan Templeton
Alan R. Templeton é geneticista e estatístico norte-americano da Universidade de Washington em St. Louis, onde é professor emérito de biologia Charles Rebstock. De 2010 a 2019, ocupou cargos no Instituto de Evolução e no Departamento de Biologia Evolutiva e Ambiental da Universidade de Haifa. Ele é conhecido por seu trabalho demonstrando o grau de diversidade genética entre os humanos e, em sua opinião, a irrealidade biológica das raças humanas.

## Pesquisa
Em 2002, Templeton publicou uma análise genética mostrando que algumas variantes genéticas que estão presentes em populações modernas já existiam na Ásia há centenas de milhares de anos. Isso significa que, mesmo que nossa linhagem masculina (cromossomo Y) e nossa linha feminina (DNA mitocondrial) tenham saído da África nos últimos 100 000 anos, herdamos outros genes de populações que já estavam fora da África. Desde este estudo, outros estudos foram feitos usando muito mais dados (ver Filogeografia).
De acordo com a pesquisa de Templeton, as diferenças percebidas nas raças estão mais relacionadas a percepções e preconceitos culturais do que qualquer realidade genética subjacente. Por exemplo, a análise estatística do genoma humano de Templeton mostra que existe uma diversidade genética muito maior entre as populações de chimpanzés do que os humanos de diferentes partes do mundo.
Usando dados do International HapMap Project e do projeto 1000 Genomas, Templeton e uma equipe de pesquisadores analisaram as mutações que englobam o gene da gefirina do cromossomo 14 e conseguiram rastrear a divisão até o último ancestral comum.